# Abuya

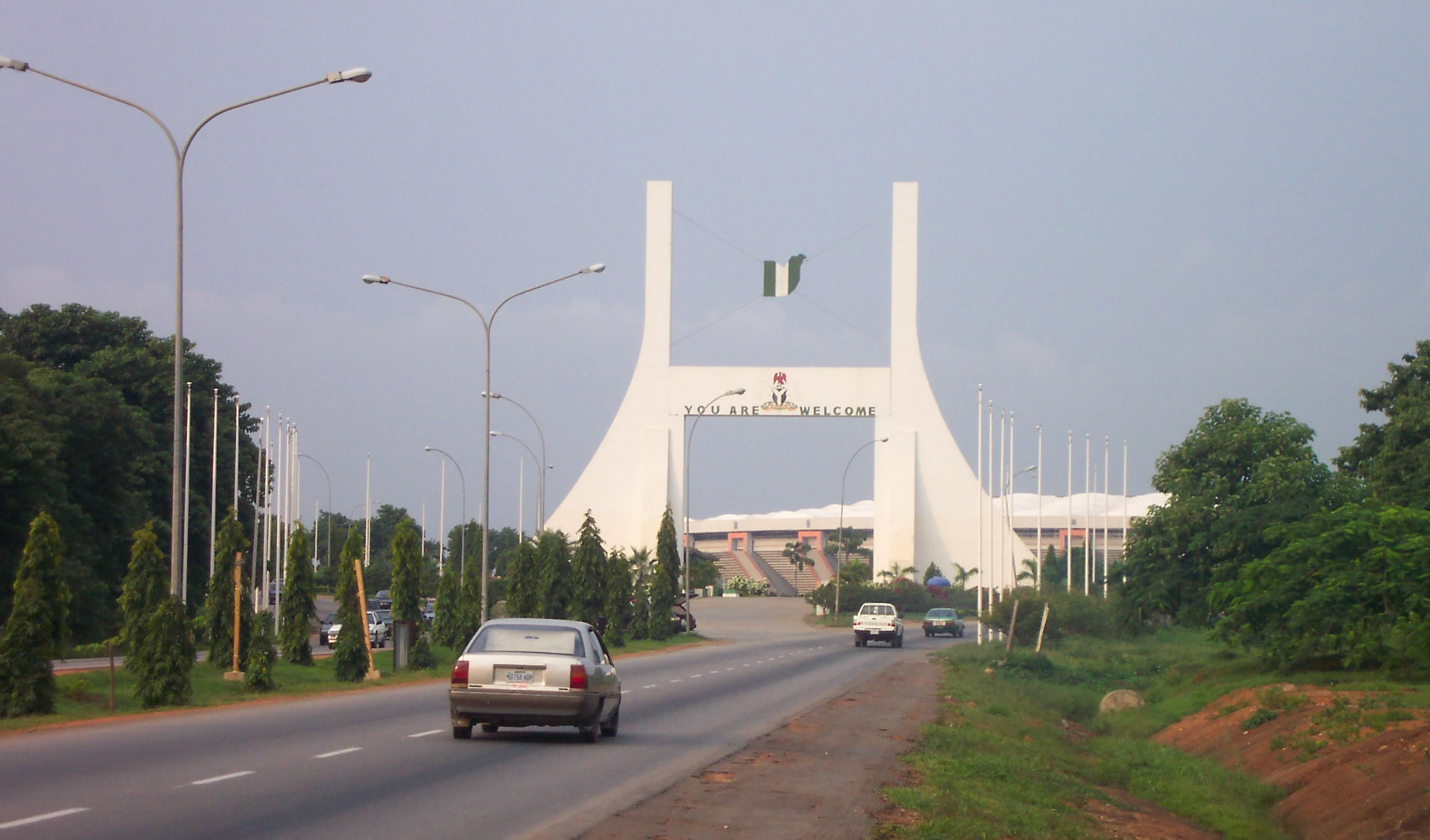
Entrada de la ciudad

Abuya (en inglés, Abuja; popularmente, también se le conoce con el nombre "Ciudad bella") es la capital federal y la cuarta ciudad más poblada de Nigeria. Está situada en el Territorio de la Capital Federal, en el centro del país, y tiene una población de 3 840 000 en su área metropolitana en 2023. Es una ciudad planificada que se empezó a construir en 1976, en un lugar elegido por su centralidad, sus fáciles accesos y su clima benigno. Administra un territorio de 7.315 km². La ciudad cuenta con aeropuerto.
Geográficamente, se destaca Aso Rock, un monolito de 400 metros creado por la erosión del agua. La sede del Gobierno, la Asamblea Nacional, el Tribunal Supremo y la mayor parte de la ciudad se extienden al sur de dicha roca.
Entre los puntos de interés, destacan la Mezquita Nacional Nigeriana, el Centro Cristiano Nacional de Nigeria y el parque Millennium. El Aeropuerto Internacional Nnamdi Azikiwe está cerca de la ciudad. Abuya es conocida por ser la ciudad mejor planificada de África, así como por ser una de las más saludables y caras. Sin embargo, la población en los barrios semidesarrollados vive en asentamientos informales, como Karu, construido para albergar a las clases trabajadoras de la capital y a las familias con bajos ingresos, donde no hay agua corriente, sanidad ni electricidad.

## Etimología
Abuya, en inglés, Abuja es  una ciudad planeada para ser la capital de Nigeria. Toma su nombre de la cercana ciudad de Abuya (hoy Suleja, estado de Níger), la cual fuera fundada con ese nombre por Abubakr Jatau dan Ishaqu, segundo rey de Zazzau en 1828, después de la Yihad Fulani. Jatau tenía el sobrenombre de Abu Ja, literalmente "Abu, el rojo", en alusión a su tez clara. El nombre de la ciudad evoca el de su fundador. Después del traslado de la capital, la antigua Abuya pasó a llamarse Suleja (por el descendiente de Abuya, el emir Suleiman NuBarao). Abuya es la forma recomendada en español teniendo en cuenta la pronunciación.

## Historia
Dadas las divisiones étnicas y religiosas de Nigeria, se habían preparado planes desde su independencia para fijar la capital en una localización neutral para todas las partes. La localización fue finalmente designada en el centro del país en 1976, por su significado de neutralidad y unidad nacional. Por otra parte, la población de Lagos (la antigua capital nacional) se había disparado, lo que hizo de ella una ciudad superpoblada y con condiciones de habitabilidad miserables, lo que favoreció la idea de crear una nueva capital. La lógica usada fue similar a la de Brasil, cuando se construyó Brasilia.
La construcción comenzó a finales de los años 70 pero, debido a la inestabilidad económica y política, las fases iniciales de la ciudad no se completaron sino hasta finales de los 80.
El plan para Abuya y para el Territorio de la Capital Federal fue desarrollado por International Planning Associates, un consorcio formado por tres empresas estadounidenses: PRC Corporation, Wallace, McHarg, Roberts and Todd, y Archisystems, que fue una división de Hughes Organization. El plan definió las formas generales y el diseño de los principales elementos de la ciudad; sin embargo, un refinamiento de este diseño fue realizado por el arquitecto japonés Kenzō Tange y la compañía Urtec.[cita requerida]
En diciembre de 1991, sustituyó como capital a Lagos.
La mayoría de los países movieron sus embajadas a Abuya y mantuvieron sus antiguas embajadas como consulados en la capital comercial del país, Lagos.
Además de ser el centro gubernamental del país, es la sede de la Comunidad Económica de Estados de África Occidental, así como la sede regional de la Organización de Países Exportadores de Petróleo.
Abuya y el Territorio de la Capital Federal han experimentado un gran crecimiento de la población. Algunos informes dicen que algunas áreas alrededor de la capital han crecido en torno al 20% o 30%. Varios poblados chabolistas y asentamientos irregulares se han expandido rápidamente en los límites de la ciudad. Decenas de miles de personas han sido evacuadas desde que el antiguo Ministro del Territorio de la Capital Federal, Nasir Ahmad el-Rufai, inició una campaña de demolición en el 2003.

## Geografía
La ciudad de Abuya se encuentra en el centro del país, cerca de la confluencia de los ríos Benue y Níger, en una región de sabana. En las afueras de la ciudad, se encuentra un enorme monolito de 400 metros de altura, formado por la erosión del agua. "Aso" significa "victorioso", en el lenguaje de los asokoro, cuyo nombre significa "la gente de la victoria". En Aso Rock, se produjo la Declaración de Aso Rock, en el 2003, emitida por los jefes de gobierno de la Mancomunidad Británica de Naciones, durante el encuentro que tuvo lugar en la parte de la ciudad cercana al monolito. En ella, se reafirmaron los principios de la Mancomunidad, según se habían detallado en la Declaración de Harare, pero se determinó la "promoción de la democracia y el desarrollo" como una prioridad de la organización.

## Clima

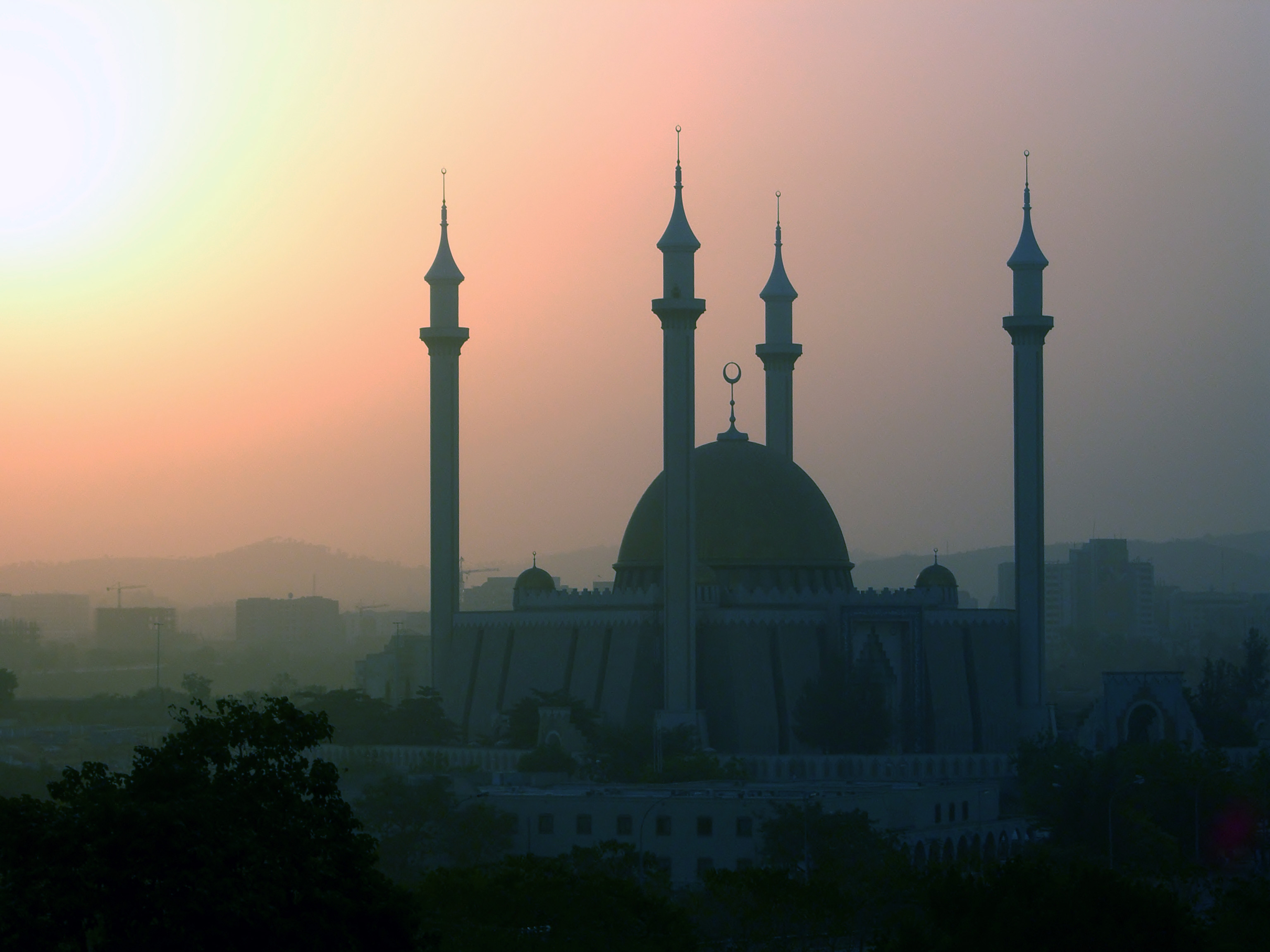
La Mezquita Nacional Nigeriana durante Harmattan.

En la zona de la ciudad se distinguen tres estaciones en el año. Esto incluye una cálida y húmeda temporada de lluvias y una estación seca. Entre ellas, hay un intervalo de viento seco llamado harmattan, caracterizado por nubes de arena y sensación de frío y sequedad. La estación lluviosa comienza en abril y termina en octubre, cuando las temperaturas diurnas alcanzan los 28 o 30 °C y las nocturnas descienden hasta los 22 o 23 grados. En la estación seca, las temperaturas pueden subir hasta los 40 °C durante el día, mientras que las nocturnas pueden caer hasta los 12 grados. La elevada altitud y el terreno ondulado de la región actúa como moderador de la influencia del tiempo en el territorio. Las precipitaciones reflejan la ubicación del territorio en el lado de barlovento de la meseta de Jos y la zona de aumento de las masas de aire. Las precipitaciones anuales se encuentran entre los 1100 mm y los 1600 mm.
| Parámetros climáticos promedio de Territorio de la Capital Federal | Parámetros climáticos promedio de Territorio de la Capital Federal | Parámetros climáticos promedio de Territorio de la Capital Federal | Parámetros climáticos promedio de Territorio de la Capital Federal | Parámetros climáticos promedio de Territorio de la Capital Federal | Parámetros climáticos promedio de Territorio de la Capital Federal | Parámetros climáticos promedio de Territorio de la Capital Federal | Parámetros climáticos promedio de Territorio de la Capital Federal | Parámetros climáticos promedio de Territorio de la Capital Federal | Parámetros climáticos promedio de Territorio de la Capital Federal | Parámetros climáticos promedio de Territorio de la Capital Federal | Parámetros climáticos promedio de Territorio de la Capital Federal | Parámetros climáticos promedio de Territorio de la Capital Federal | Parámetros climáticos promedio de Territorio de la Capital Federal |
| Mes                                                                | Ene.                                                               | Feb.                                                               | Mar.                                                               | Abr.                                                               | May.                                                               | Jun.                                                               | Jul.                                                               | Ago.                                                               | Sep.                                                               | Oct.                                                               | Nov.                                                               | Dic.                                                               | Anual                                                              |
| ------------------------------------------------------------------ | ------------------------------------------------------------------ | ------------------------------------------------------------------ | ------------------------------------------------------------------ | ------------------------------------------------------------------ | ------------------------------------------------------------------ | ------------------------------------------------------------------ | ------------------------------------------------------------------ | ------------------------------------------------------------------ | ------------------------------------------------------------------ | ------------------------------------------------------------------ | ------------------------------------------------------------------ | ------------------------------------------------------------------ | ------------------------------------------------------------------ |
| Temp. máx. media (°C)                                              | 34.7                                                               | 36.8                                                               | 36.9                                                               | 35.6                                                               | 32.7                                                               | 30.6                                                               | 29.1                                                               | 28.9                                                               | 30.0                                                               | 32.0                                                               | 34.4                                                               | 34.6                                                               | 33                                                                 |
| Temp. mín. media (°C)                                              | 20.4                                                               | 25.5                                                               | 24.3                                                               | 24.7                                                               | 19.5                                                               | 18.3                                                               | 21.9                                                               | 17.7                                                               | 17.5                                                               | 21.4                                                               | 15.7                                                               | 15.5                                                               | 20.2                                                               |
| Lluvias (mm)                                                       | 1.7                                                                | 5.4                                                                | 11.3                                                               | 62.8                                                               | 134.1                                                              | 164.2                                                              | 217.5                                                              | 262.7                                                              | 253.4                                                              | 103.2                                                              | 3.7                                                                | 1.2                                                                | 1221.2                                                             |
| Días de lluvias (≥ 1 mm)                                           | 1                                                                  | 1                                                                  | 2                                                                  | 5                                                                  | 9                                                                  | 16                                                                 | 20                                                                 | 20                                                                 | 19                                                                 | 10                                                                 | 3                                                                  | 1                                                                  | 107                                                                |
| Fuente: World Meteorological Organization.                         |                                                                    |                                                                    |                                                                    |                                                                    |                                                                    |                                                                    |                                                                    |                                                                    |                                                                    |                                                                    |                                                                    |                                                                    |                                                                    |

## Distritos
La Fase 1 de la ciudad de Abuya está dividida en cinco distritos. Se trata de: Central, Garki, Wuse, Maitama y Asokoro. También la Fase 2 de construcción de la ciudad queda dividida en otros cinco distritos, a saber: Kado, Durumi, Gudu, Utako y Jabi. Siguiendo con esta ordenación, la ciudad consta de una Fase 3, igualmente dividida en distritos, que son: Mabuchi, Katampe, Wuye y Gwarimpa. Por último, Abuya tiene cinco distritos suburbanos, que son: Nyanja, Karu, Gwagwalada, Kubwa y Jukwoyi.

## Economía e infraestructuras

### El sector inmobiliario
El sector inmobiliario es uno de los principales motores de la economía de Abuya. Esto está relacionado con el considerable crecimiento e inversión que ha experimentado la ciudad a medida que se desarrollaba. Las fuentes de esta inversión han sido tanto extranjeras como locales. El sector inmobiliario sigue teniendo un impacto positivo en la ciudad, ya que es una importante vía de empleo.

### Sistema postal
Abuya es atendida por el Servicio Postal de Nigeria que mantiene los códigos postales, los nombres de las calles y las zonas.

### Transporte

#### Aeropuerto
El Aeropuerto Internacional Nnamdi Azikiwe es el principal aeropuerto que sirve a Abuya y a la región capitalina circundante. Lleva el nombre del primer presidente de Nigeria, Nnamdi Azikiwe. El aeropuerto cuenta con terminales internacionales y nacionales.
El Aeropuerto Internacional Nnamdi Azikiwe es el único aeropuerto que existe en la zona; tiene una terminal internacional y otra local, y se remodeló para albergar un evento como los Juegos de la Commonwealth, a los que optó para el año 2014, aunque al final la ciudad ganadora resultó ser Glasgow.

#### Autopistas
Abuya también está conectada con Nasarawa, Plateau, Benue y el noreste de Nigeria por la autopista federal A234, que parte de la ciudad como la autopista Goodluck Jonathan, algunos tramos de la cual aún están en construcción. Un enlace directo por autopista con Minna, en el estado de Níger, está aún en construcción. La autopista A2 une Abuya con Kaduna en el norte y Lokoja en el sur. También hay otros enlaces por carretera con la región periférica, como el que une el suburbio de Dutse Alhaji con las presas de Lower Usuma y Gurara, que suministran agua a la ciudad.

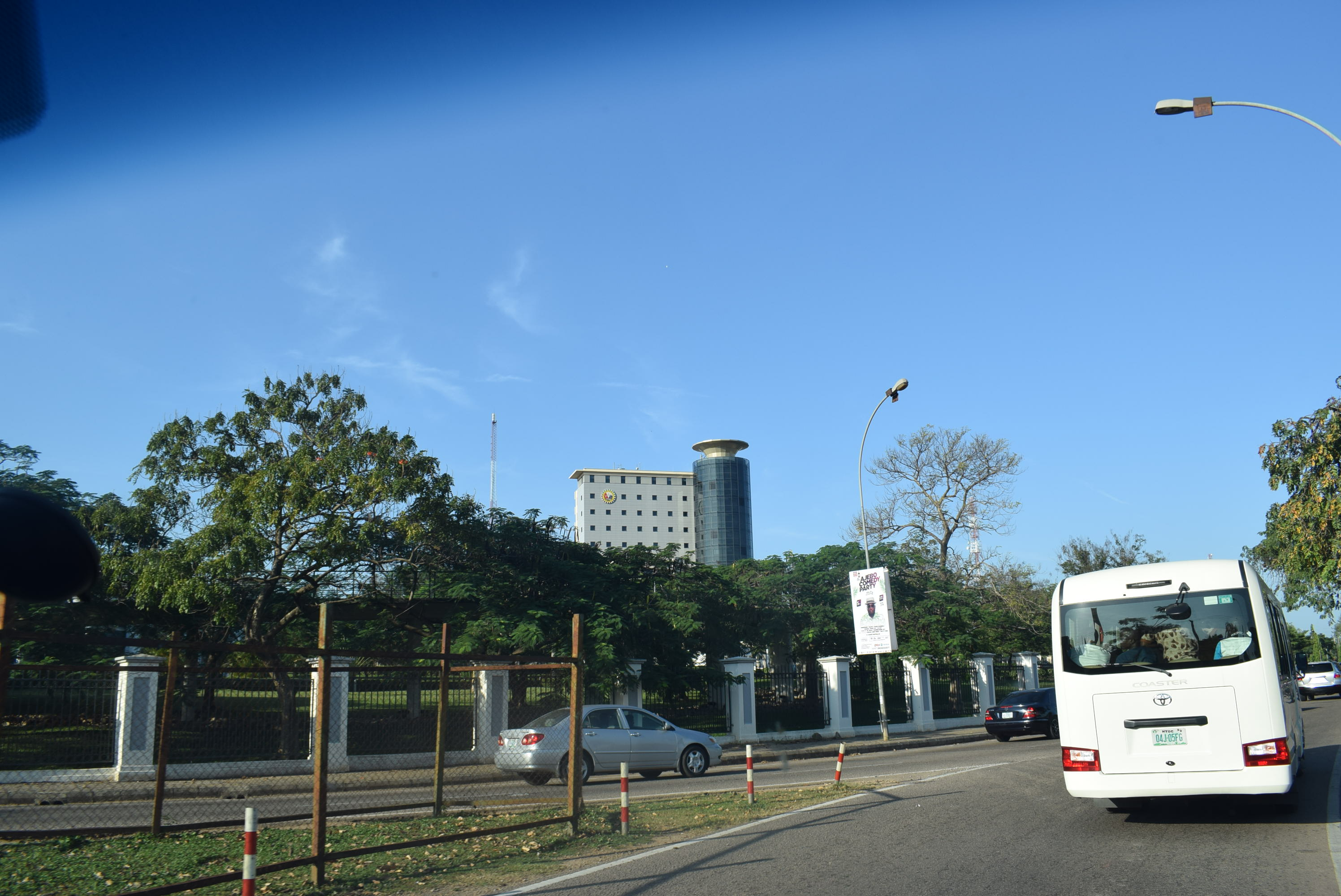
Coches en la vía Sani Abacha, Abuya

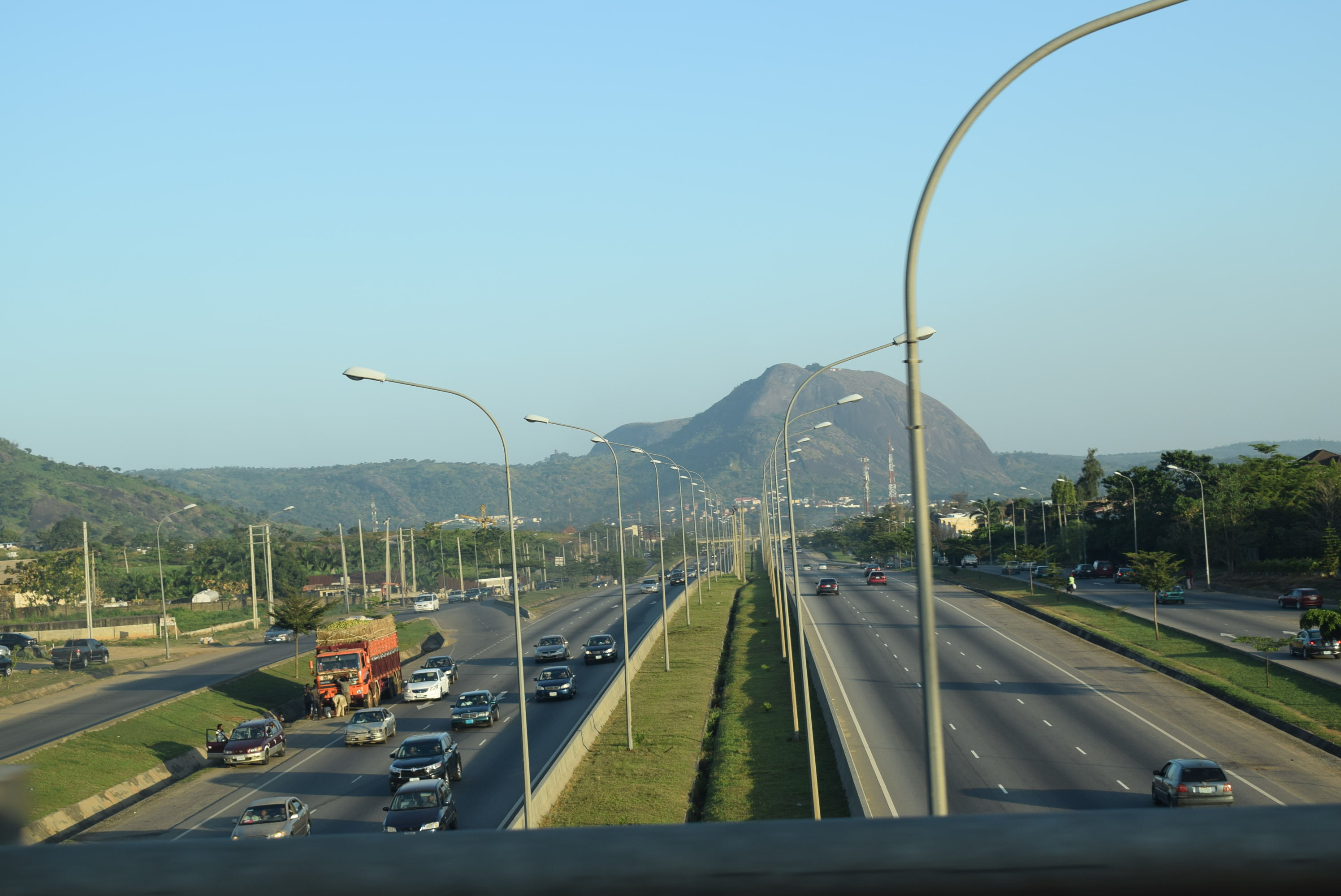
Abuja-Kubwa expressway parte de la autopista A234.

#### Tren
Abuya se encuentra en la ruta del proyectado ferrocarril de ancho estándar Lagos-Kano, que se ha completado entre Abuya y Kaduna. Los trenes hacia Kaduna parten de la estación de ferrocarril de Idu, en Abuya. Hay un aparcamiento en la estación de tren para los pasajeros que viajan al centro de la ciudad. El Sistema de tren ligero de Abuya da servicio al centro de la ciudad, al barrio industrial de Idu y al aeropuerto, se inauguró en 2018 y se convirtió en el primer tránsito rápido del país y de África Occidental.

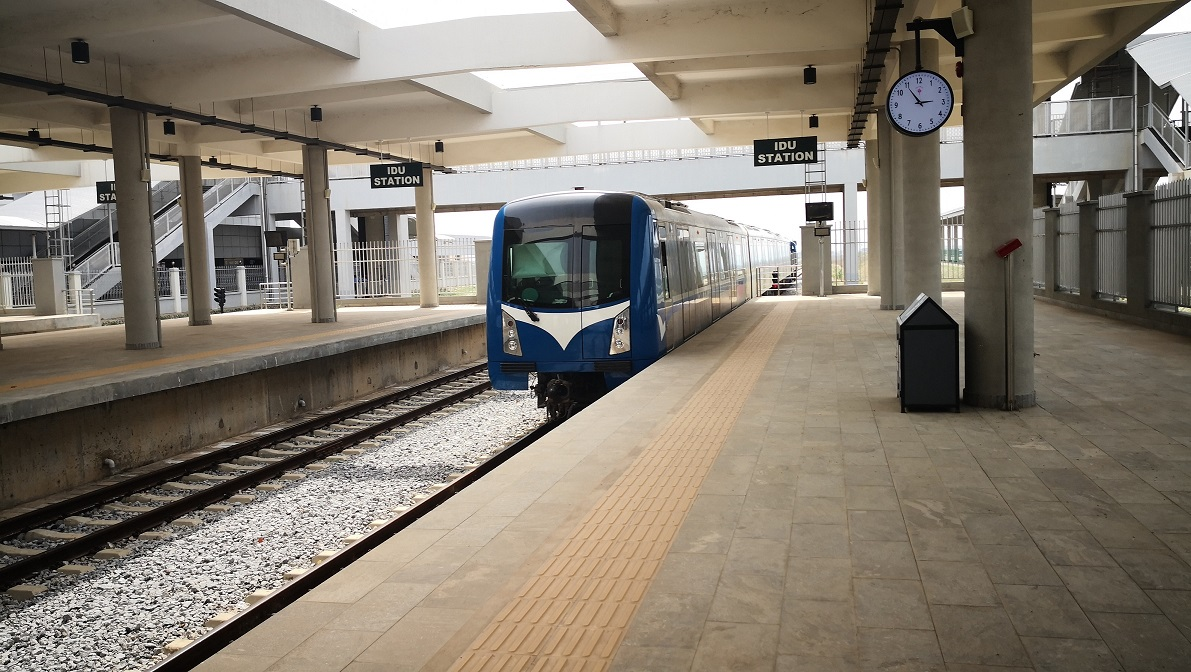
Un tren en el andén de la Idu Station.

Mapa de trenes de la red Abuja Rail Mass Transit.

## Parques y espacios abiertos

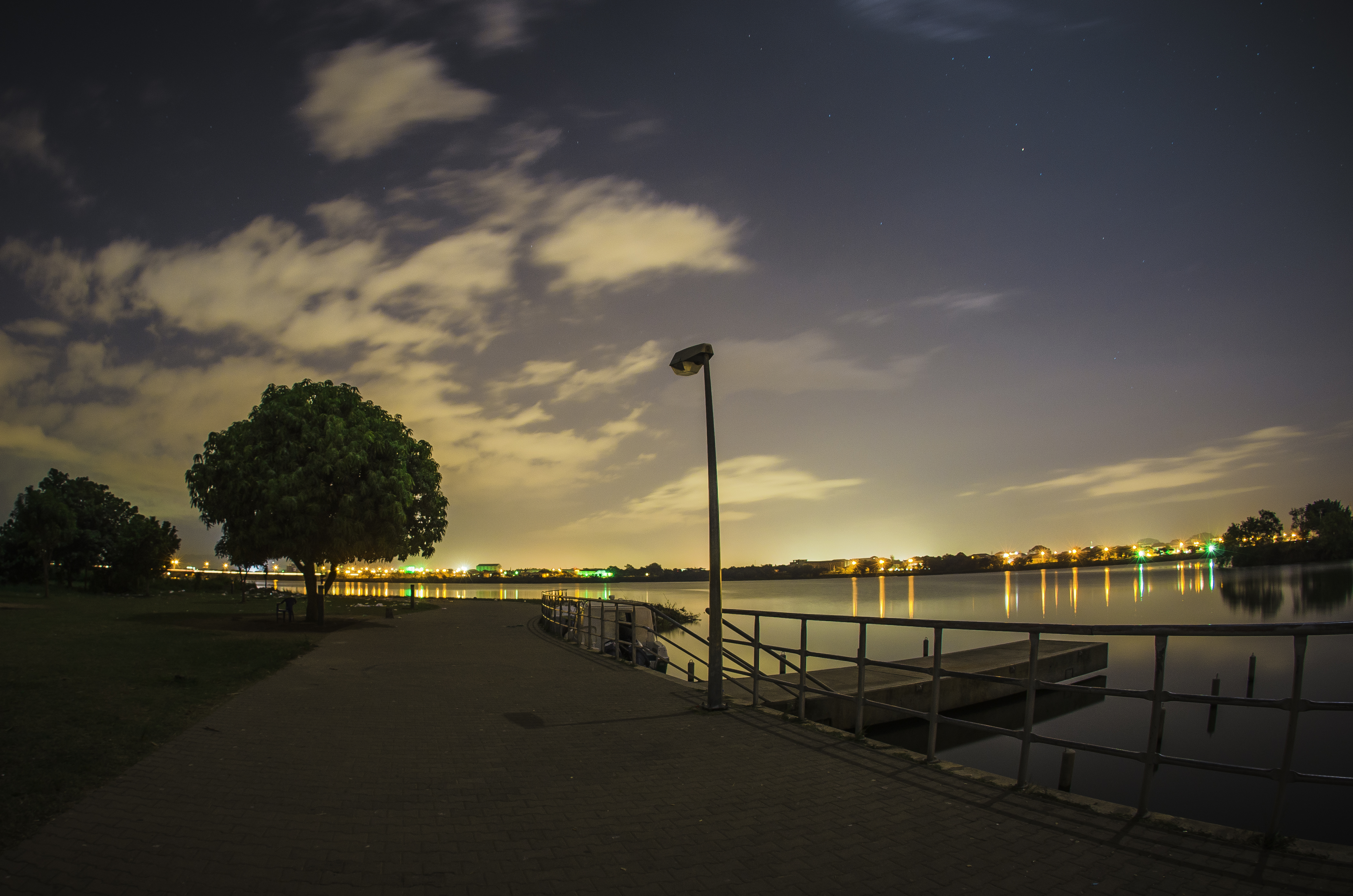
Lago Jabi.

Abuya alberga varios parques y zonas verdes, siendo el más grande el Millennium Park. El Millennium Park fue diseñado por el arquitecto Manfredi Nicoletti e inaugurado oficialmente por la Reina Isabel II del Reino Unido (ex Reina de Nigeria) en diciembre de 2003. Otro parque de área abierta se encuentra en Lifecamp Gwarimpa; cerca de la residencia del Ministro del Territorio de la Capital Federal. El parque está ubicado en una colina ligeramente elevada que contiene instalaciones deportivas como canchas de baloncesto y bádminton. Otro parque es el parque de la ciudad, está ubicado en wuse 2 y alberga numerosas atracciones al aire libre y bajo techo, como un cine 4D, Astro-turf, cancha de tenis sobre césped, campo de paintball y una variedad de restaurantes. El Parque y Zoológico Nacional Infantil alberga una serie de animales y lugares de recreación.

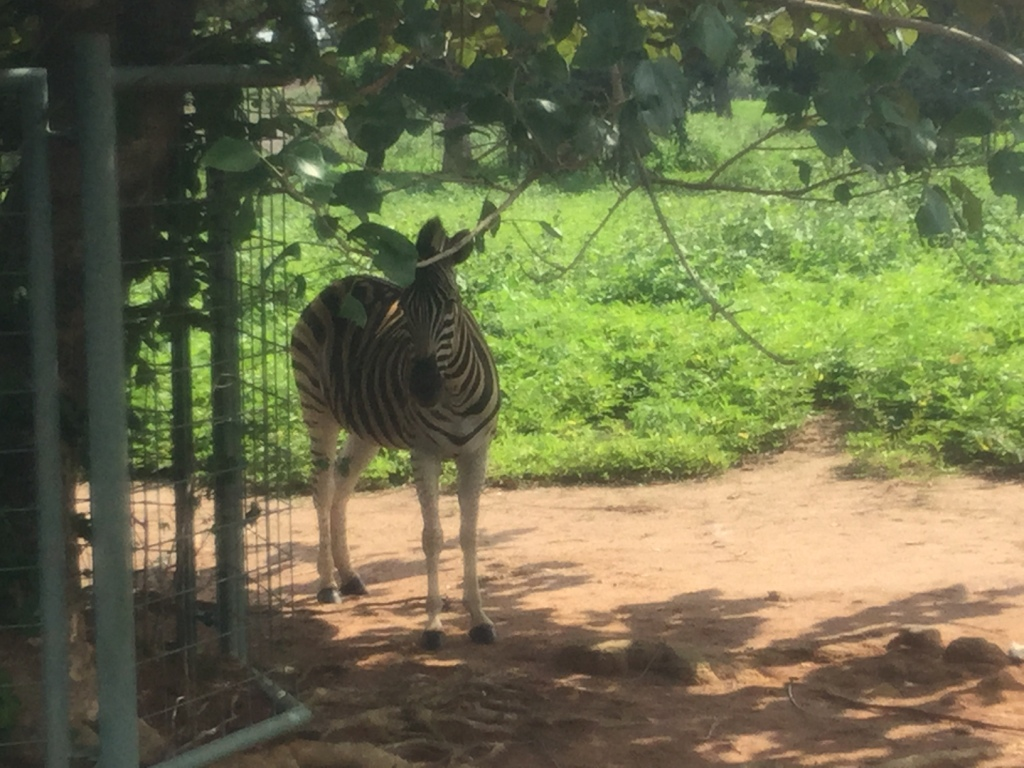
Parque Nacional Infantil y Zoológico.

## Zonas con arbustos
Abuya tiene una variedad de espacios informales conocidos como "Bush Bars" que generalmente, aunque no siempre, incluyen un área cubierta con mesas y sillas donde la gente puede sentarse y tomar bebidas (alcohólicas y no alcohólicas) y en ocasiones hay bocadillos como 'suya', bagre a la parrilla, ñame machacado, sopa egusi y otros artículos pequeños disponibles para su compra. Se encuentran ubicados por toda Abuya.

### Galería de imágenes

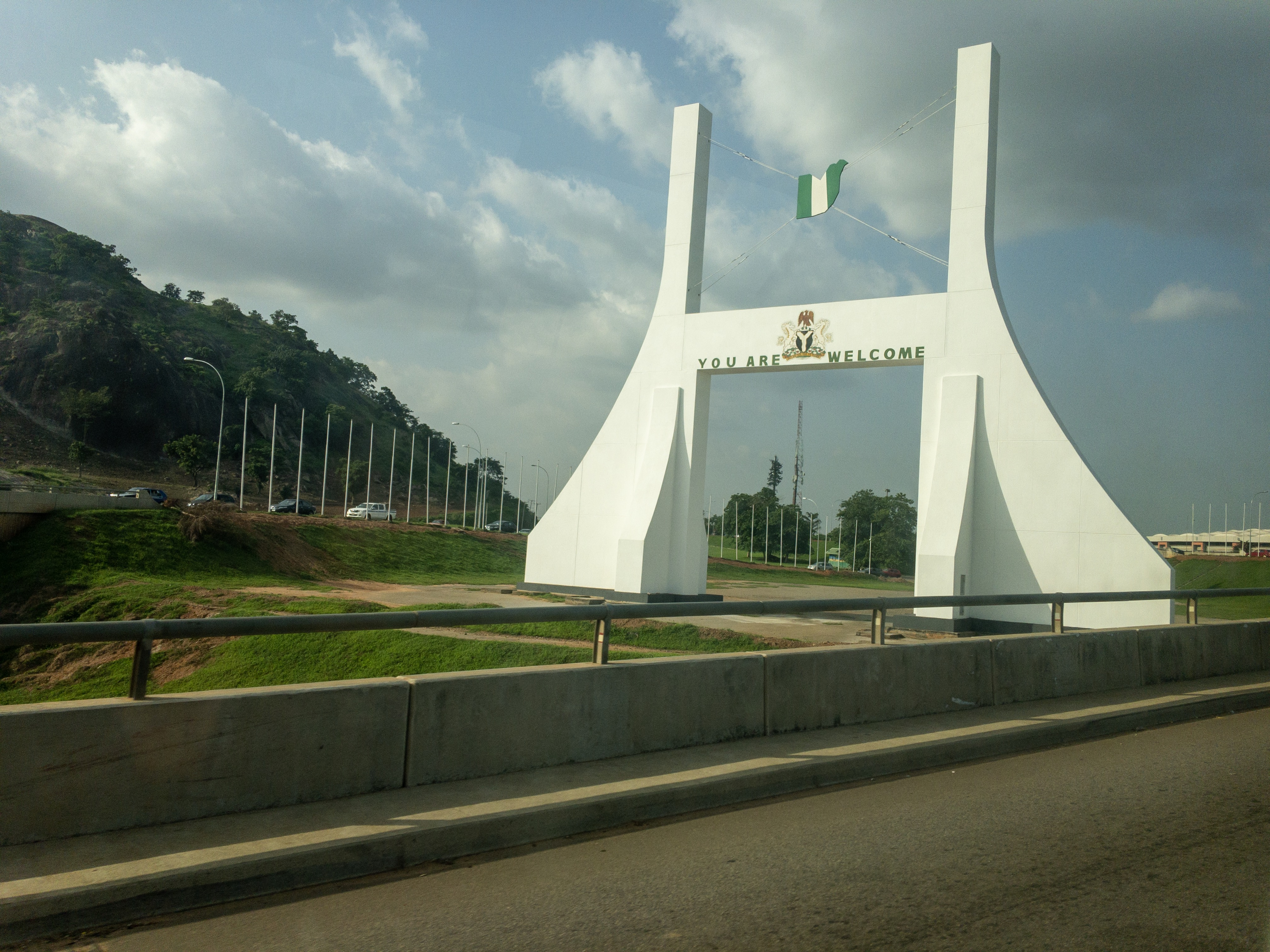
Puerta de la ciudad de Abuya
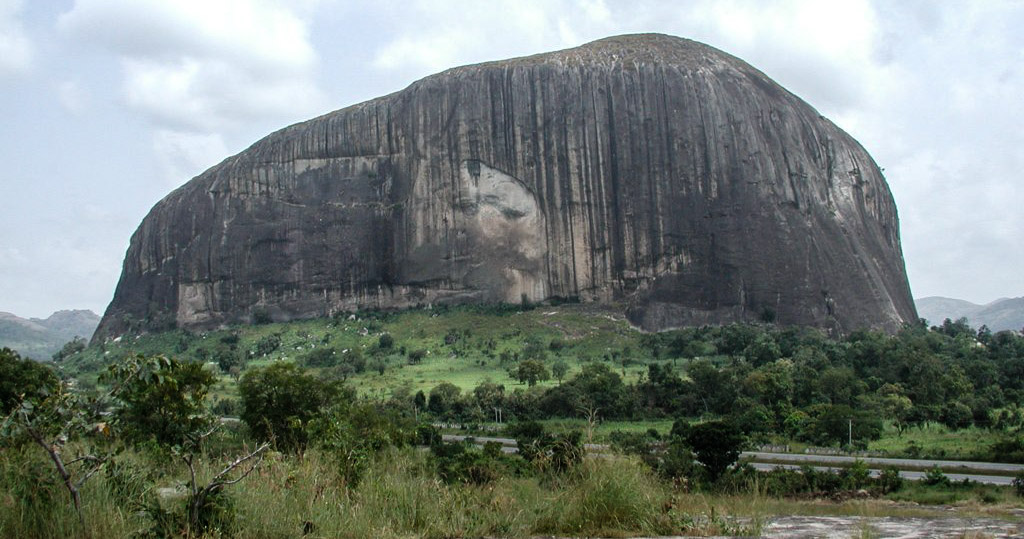
Zuma rock
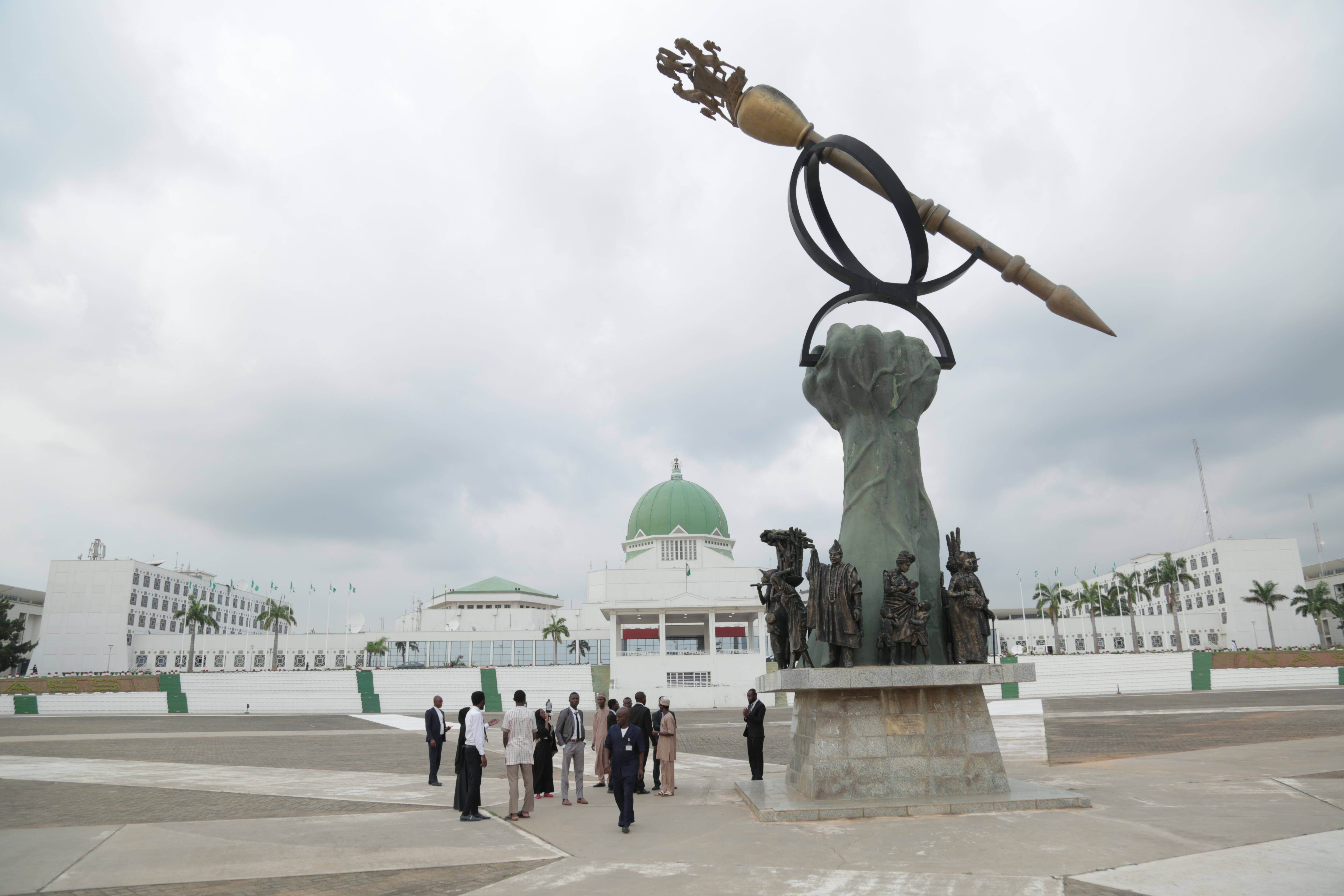
Edificio de la Asamblea Nacional de Nigeria
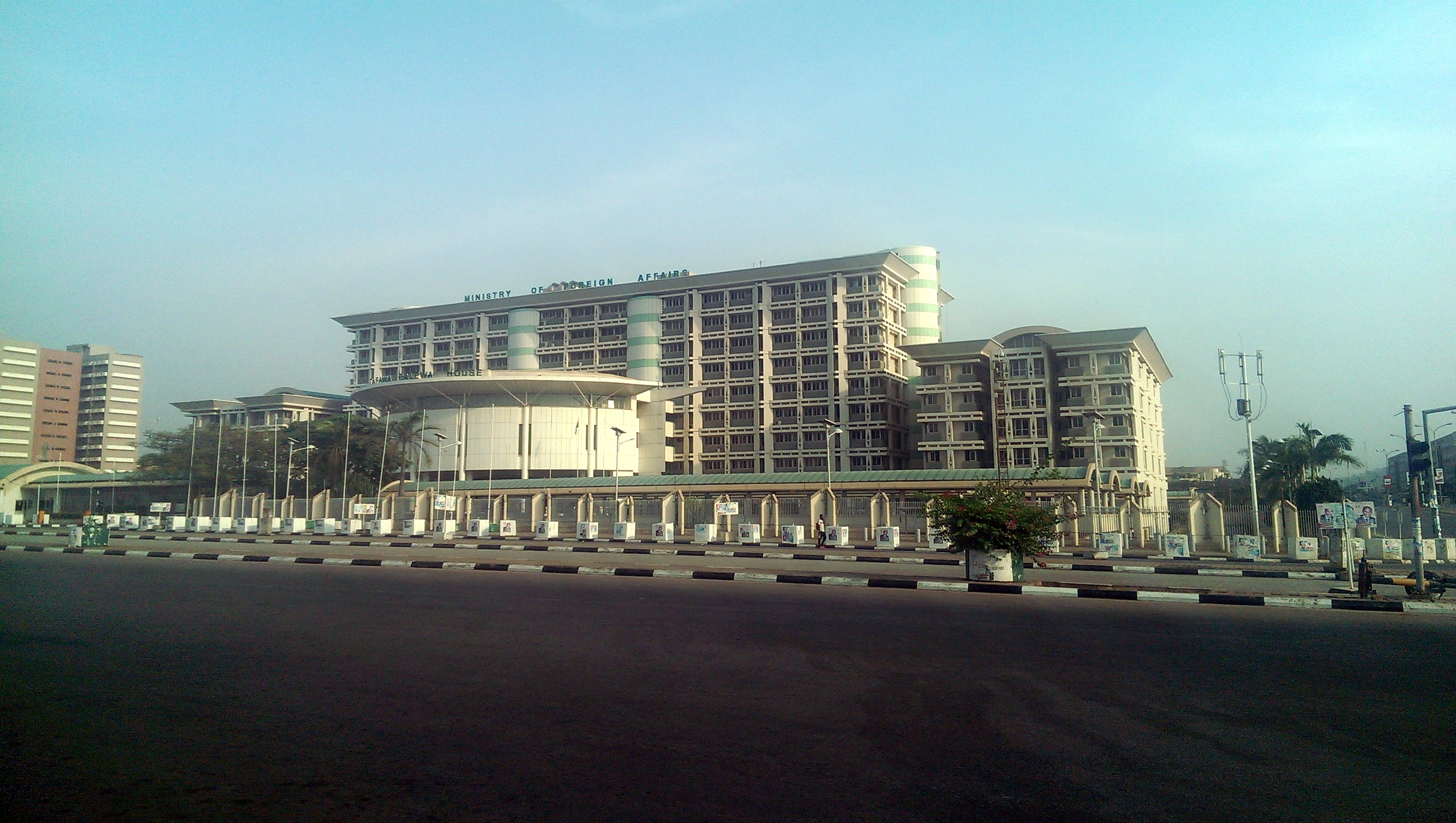
The Ministry of Foreign Affairs.
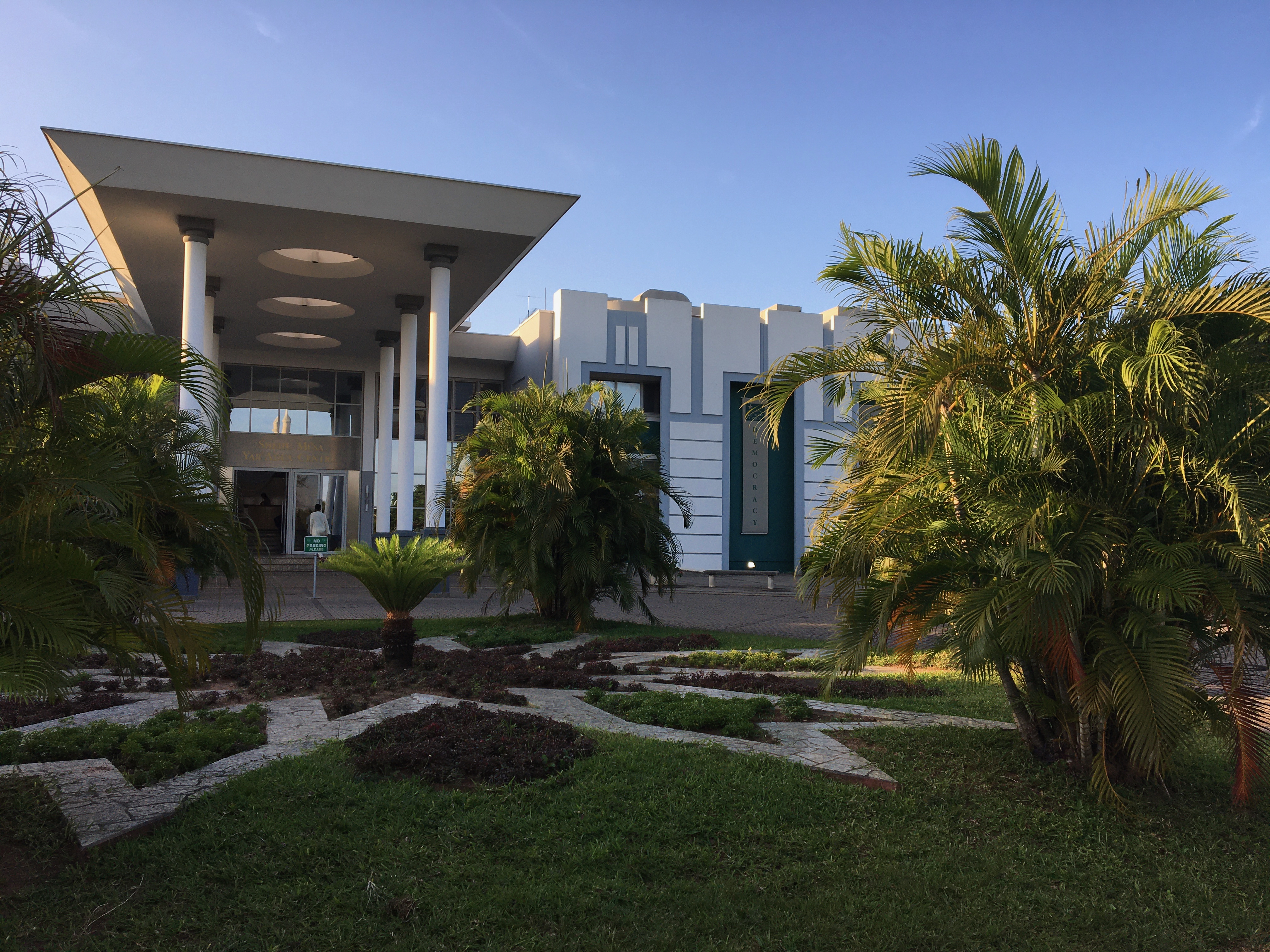
Shehu Musa Yar'adua Center
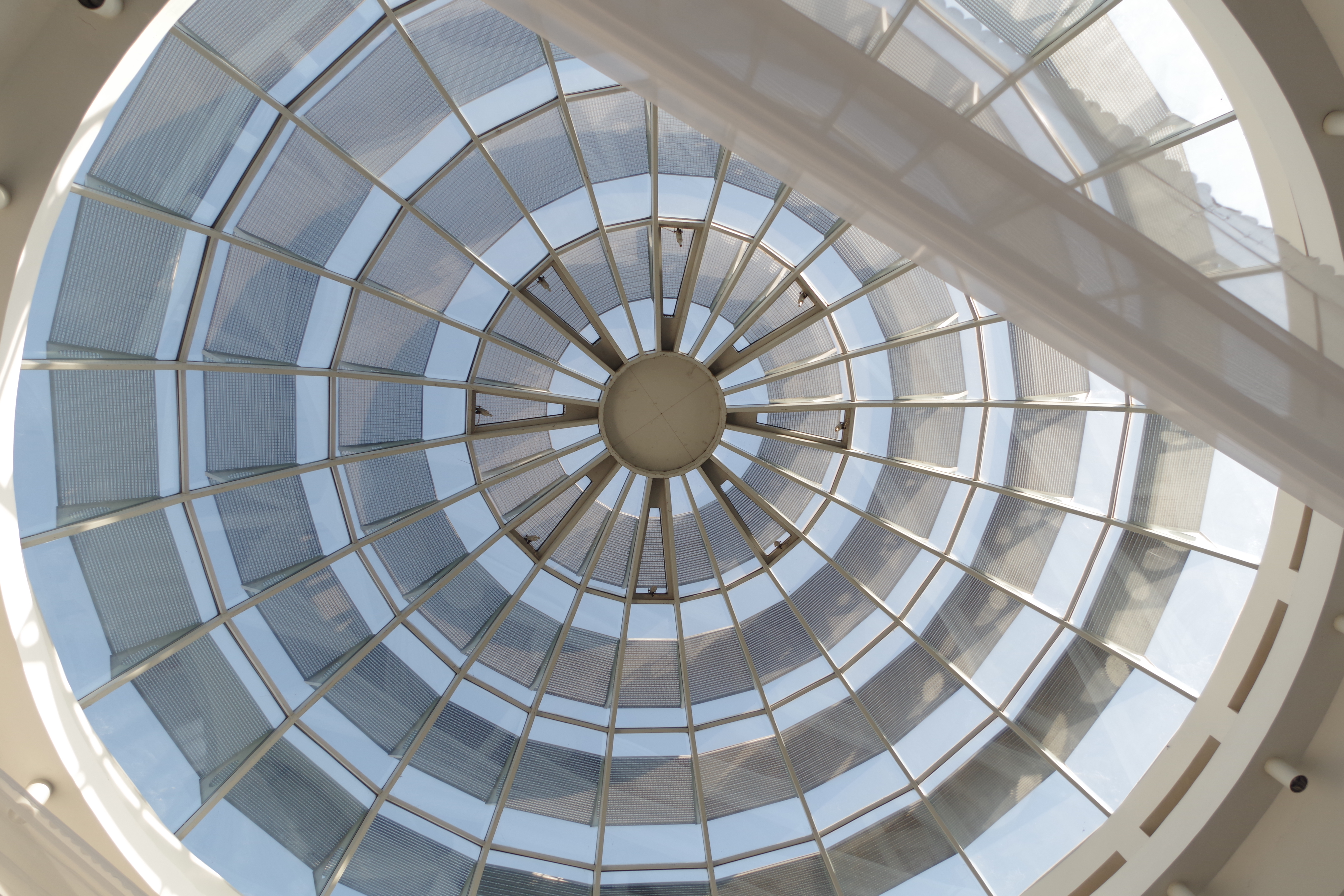
Cúpula de cristal del  Shehu Musa Yar'adua Center
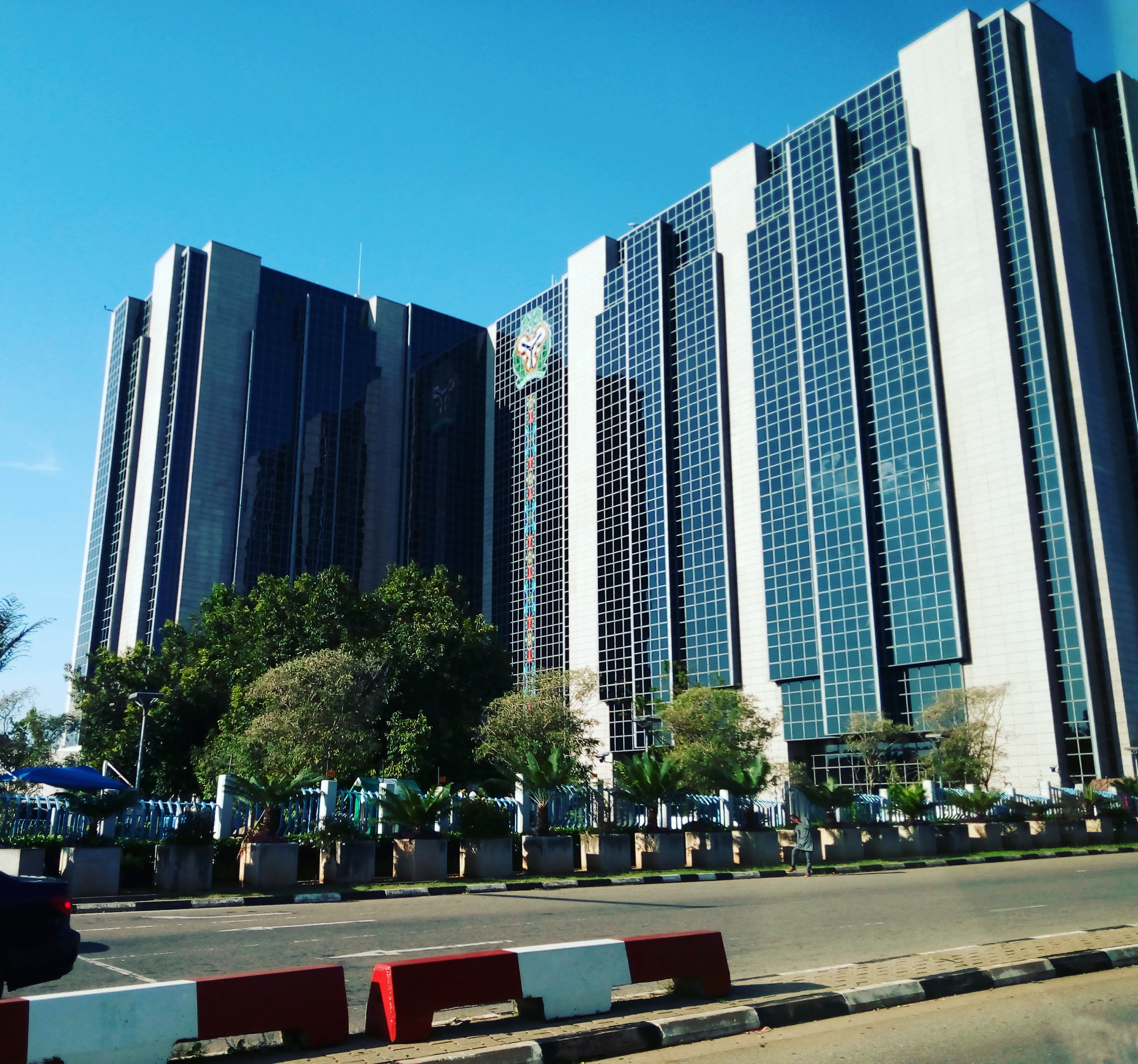
Vista lateral del Central Bank of Nigeria
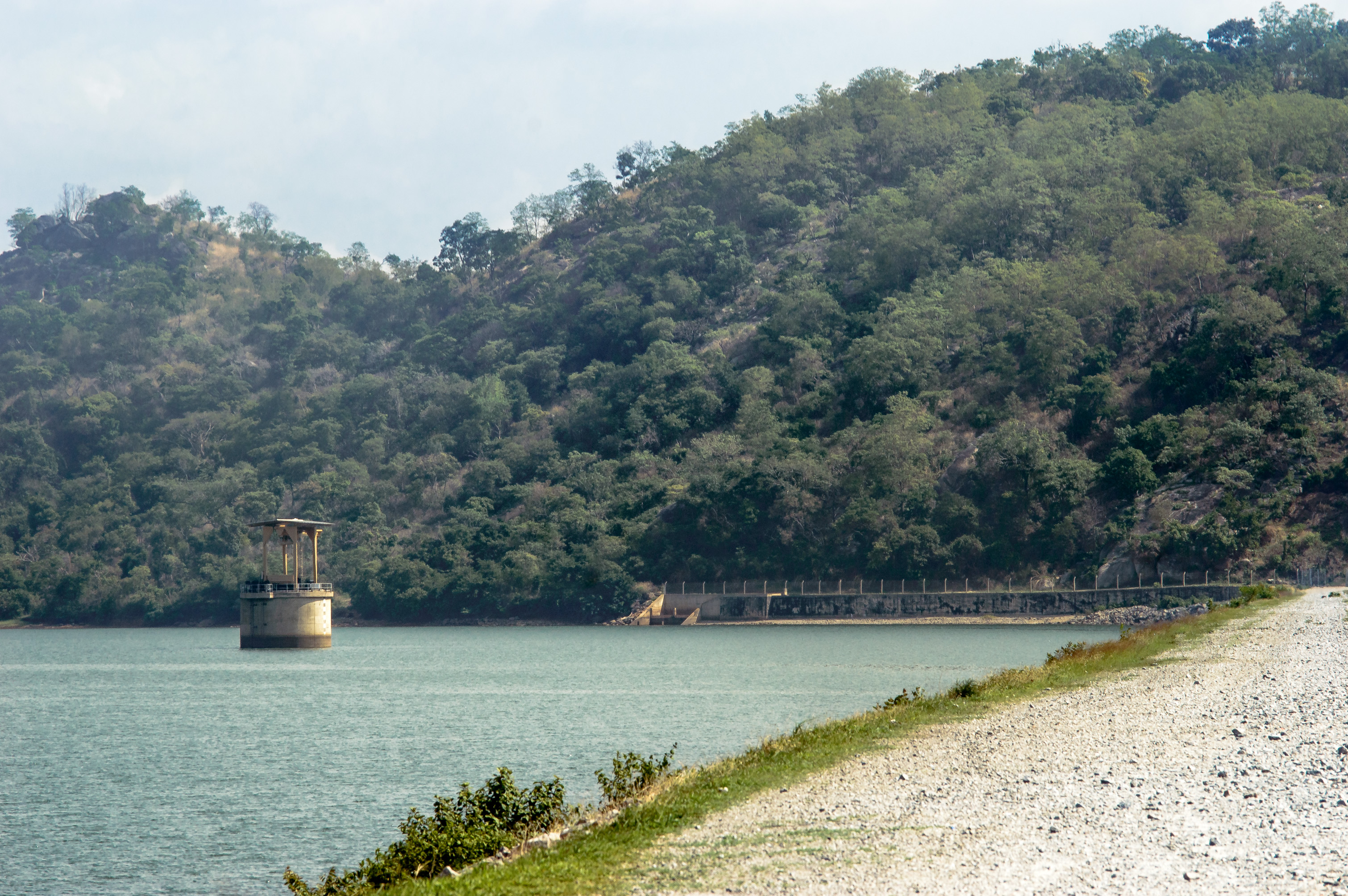
Usman Dam, Bwari Abuja
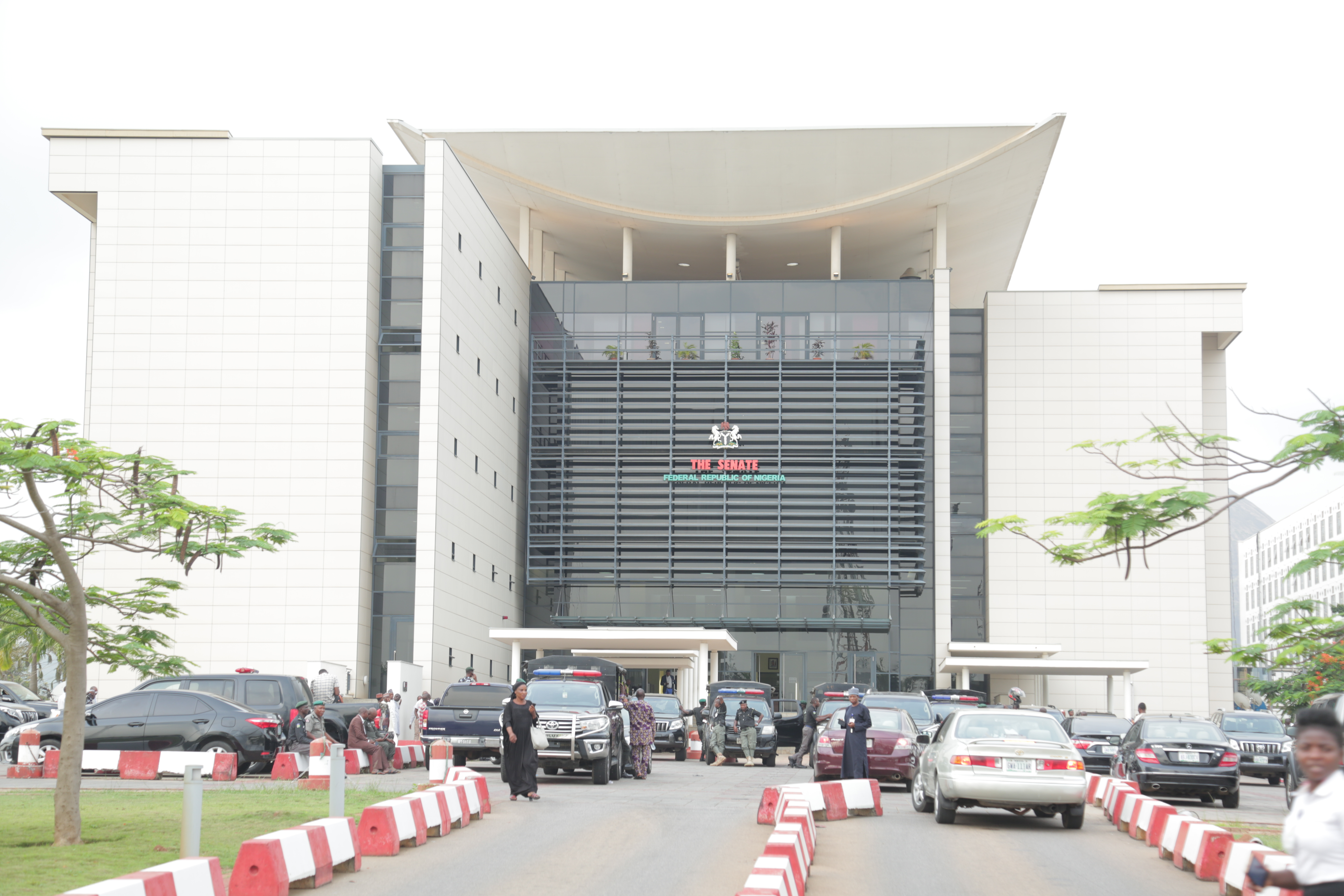
Edificio del Senado de Nigeria (Red Chamber)
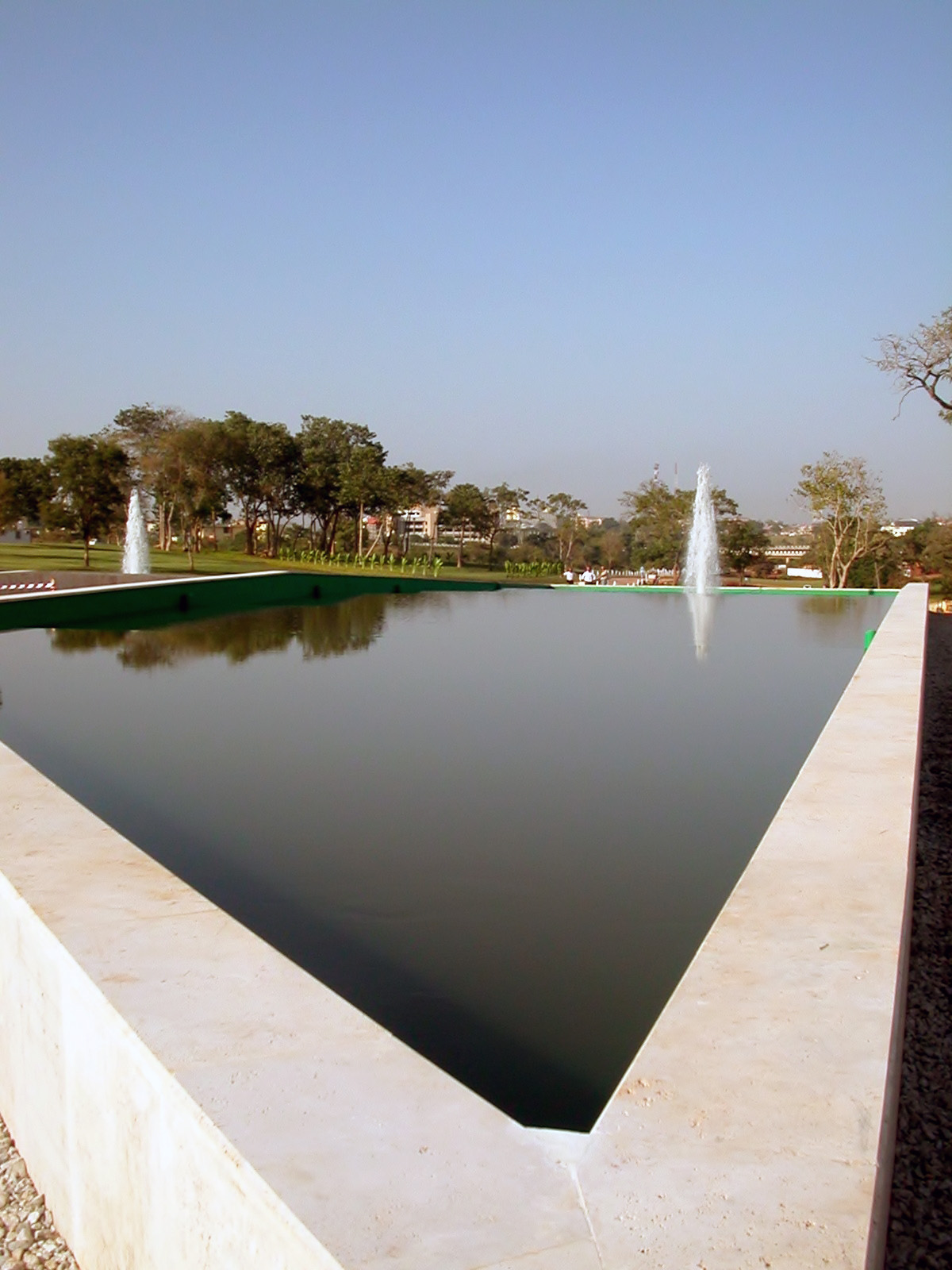
Millennium Park
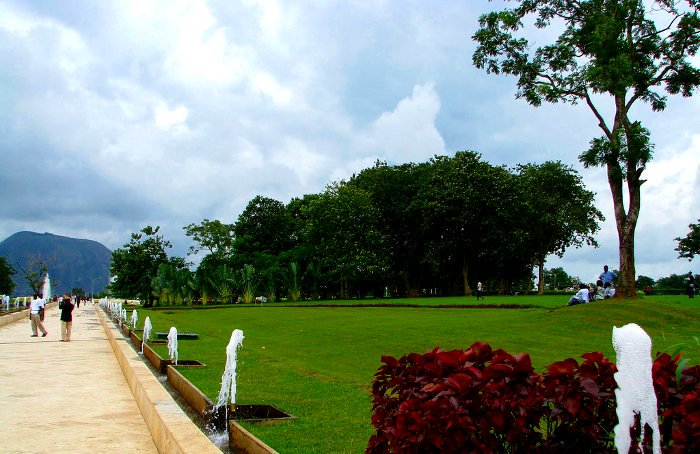
Abuja Millennium Park

## Ciudades hermanadas
- Brasilia, Brasil
- Toluca, México